# Mont Faron
El mont Faron (endotopònim: Mont Faron en occità) és un cim calcari que culmina a 584 metres i domina la ciutat de Toló, al departament francès del Var. Un telefèric, inaugurat el 1959, permet accedir al cim des de la ciutat de Toló. La cimera, bastant plana, alberga un memorial del desembarcament aliat a Provença (operació Anvil Dragoon) i un parc zoològic especialitzat en la cria de felins.
El cim també és accessible per una carretera d'un únic sentit (la pujada es fa a l'oest de la muntanya i el descens per l'est). Tant la pujada com el descens ofereixen punts de vista molt espectaculars sobre la rada de Toló.

## Esport
El cim del mont Faron és cita habitual en diverses curses ciclistes, com ara la París-Niça o el Tour del Mediterrani. L'ascensió, des de Toló, és de 5,5 quilòmetres, en què se supera un desnivell de 494 metres amb un desnivell mitjà del 9% i puntes de fins a l'11,4%.